# الكسندر أوليفا
الكسندر ألكس أوليفا  (Alexandre "Alex" Oliva)، هو ناشط في البرمجيات الحرة، مطور وعضو مؤسس للبرمجيات الحرة لأمريكا اللاتينية- FSFLA. حالياً يحضر درجة ليكون برفوسور في معهد علوم الحاسب الآلي في جامعة محافظة كامبينس، البرازيل. ويعمل كمهندس مترجمات (compiler ) في ريد هات، ومساهم في مترجم تجميعة مصرفات جنو. وهو القائم على لينكس ليبرا، وهو انشقاق (fork) لنواة لينكس (Linux kernel) والذي أزالت مكونات البرامج غير الحرة، مثل binary blobs من النواة. وتستخدم نواة لينكس في توزيعات جنو/لنكس مثل جنيوسنس، ترسكل وبلاج، وتم ترشيحها جميعاً من قبل مؤسسة الرمجيات الحرة ومشروع جنو.
في 2008، قام أوليفا بترجمة وإنتاج "O Porco e a Caixa"، وهي ترجمة برازيلية برتغالية لـ MCM's "The Pig and the Box"—وهو كتاب يعلم مخاطر إدارة الحقوق الرقمية للأطفال. زطبعت أكثر من 10,000 نسخة من قبل مؤتمرFISL في بورتو أليغري، البرازيل.
وهو المتحدث الرسمي باسم جنو والبرمجيات الحرة.

## وصلات خارجية
- الموقع الشخصي
- مدونة في FSFLA